# غوين بارينجر
غوين بارينجر (بالإنجليزية: Gwen Barringer)‏ هي رسامة أسترالية، ولدت في 29 يوليو 1882، وتوفيت في 26 أغسطس 1960.